# Alexandra Schörghuber
Alexandra Schörghuber (gebürtig Alexandra Stumpf; * 24. Juli 1958 in Frankfurt am Main) ist eine deutsche Unternehmerin.

## Leben
Alexandra Schörghuber wurde als Tochter eines evangelischen Pfarrers in Frankfurt am Main geboren. Sie wuchs in Erlenbach am Main und in Straubing auf. Nach dem Abitur absolvierte sie eine Ausbildung als Hotelkauffrau und war anschließend in Deutschland, in der Schweiz und auf den Bermudas tätig. Bei ihrer Tätigkeit lernte sie Stefan Schörghuber, damals Juniorchef der Schörghuber Unternehmensgruppe, kennen. Die Hochzeit fand am 20. Juli 1988 statt.
Alexandra und Stefan Schörghuber (1961–2008) haben drei Kinder. Die Familie betreibt auf dem Gut Bohmerhof in Wackersberg einen Reitstall mit 30 Pferden.
Seit 2015 ist Alexandra Schörghuber in zweiter Ehe mit Bernd Werndl verheiratet.

## Unternehmerin
Alexandra Schörghuber ist seit Dezember 2008 Vorsitzende des Stiftungsrates und Mitglied im Vorstand der Schörghuber Unternehmensgruppe in München. Nach dem Tod ihres Mannes Stefan Schörghuber am 25. November 2008 übernahm sie die Verantwortung für das Familienunternehmen. Schon zuvor hatte sie zahlreiche Aufsichtsrats- und Managementaufgaben im Privatbereich der Familie inne, zu dem unter anderem Parkgaragen, Lift- und Seilbahnbetriebe im bayerischen Oberland sowie eine der größten Lachsaufzuchten in Chile gehören.
Im März 2008 wurde Alexandra Schörghuber zur Vizepräsidentin der Arabella Hotelbetriebe AG in der Schweiz bestellt. Im April 2008 übernahm sie auch die Arabella Vermögensverwaltung AG mit Sitz in Chur. Seit dem 22. Februar 2013 sitzt sie im Verwaltungsbeirat des FC Bayern München e. V. und wurde drei Jahre später zu dessen stellvertretender Vorsitzenden gewählt.

## Vermögen
Auf der Forbes-Liste 2018 wird das Vermögen von Alexandra Schörghuber mit ca. 4,9 Milliarden US-Dollar angegeben. Damit belegt sie Platz 436 auf der Forbes-Liste weltweit und Platz 40 in Deutschland.

## Soziales Engagement
Seit 2018 fördert Alexandra Schörghuber zusammen mit dem FC Bayern-Spieler Thomas Müller das sogenannte „Sternenhaus“ der Nicolaidis YoungWings Stiftung am Nockherberg. Es wird Kinder und Jugendliche unterstützen, die einen nahestehenden Angehörigen oder einen Elternteil verloren haben, und soll 2023 eingeweiht werden.
Alexandra Schörghuber ist darüber hinaus Schirmherrin der gemeinnützigen Josef Schörghuber-Stiftung für Münchner Kinder. Diese wurde von ihrem Schwiegervater, Josef Schörghuber, 1995 ins Leben gerufen. Sie ermöglicht Kindern aus sozial benachteiligten Familien die Teilnahme an Ferien- und Freizeitmaßnahmen.